# MAZ-4380
Der Lastkraftwagen MAZ-4380 (russisch МАЗ-4380, deutsche Transkription eigentlich MAS-4380) ist ein Lkw-Typ des belarussischen Fahrzeugherstellers Minski Awtomobilny Sawod, der seit dem Jahr 2010 in Serie produziert wird.

## Beschreibung
Bei dem Fahrzeug handelt es sich um einen mittelschweren zweiachsigen Lkw, der hauptsächlich für den Nahverkehr konzipiert wurde.
Der Lastkraftwagen ist technisch eine Weiterentwicklung der Modelle MAZ-4370 und MAZ-4371. Er verfügt über eine modernere Fahrerkabine und größere Räder, welche sich positiv auf den Kraftstoffverbrauch auswirken sollen. Außerdem wurde gegenüber den alten Modellen das zulässige Gesamtgewicht und die technisch mögliche Zuladung erhöht, die Leermasse des Fahrzeugs dagegen verringert. Ihm wird technische und wirtschaftliche Überlegenheit gegenüber dem Konkurrenten aus russischer Produktion, dem ZIL-4508, bescheinigt.
Wie schon bei den Vorgängermodellen kommt ein Dieselmotor aus russischer Produktion zum Einsatz.
Vom Hersteller wird das Fahrzeug auch als reines Fahrgestell ohne Aufbauten angeboten, auf welches der Kunde nach Wunsch Sonderaufbauten montieren lassen kann.

## Technische Daten
- Motor: Dieselmotor
- Motortyp: MMS-D245.30E3 (erfüllt EURO-3-Abgasnorm)
- Leistung: 115 kW (155 PS)
- Getriebe: SAAZ-433420
- Schaltung: 5 Gänge, mechanisch
- Tankinhalt: 130 l Dieselkraftstoff
- Antriebsformel: (4×2)

Abmessungen und Gewichtsangaben
- Radstand: 3400 mm
- Zulässiges Gesamtgewicht des Fahrzeugs: 12.500 kg
- Leergewicht: 4500 kg (ohne Aufbau)
- Zuladung: ca. 8000 kg, je nach Aufbau
- Achslast vorne: 4500 kg
- Achslast hinten: 8000 kg
- Reifendimension: 9,00R20